# Himantura walga
Himantura walga är en rockeart som först beskrevs av Müller och Henle 1841.  Himantura walga ingår i släktet Himantura och familjen spjutrockor. IUCN kategoriserar arten globalt som nära hotad. Inga underarter finns listade i Catalogue of Life.